# Altheim (près Ehingen)
Pour les articles homonymes, voir Altheim.
Altheim est une commune de Bade-Wurtemberg (Allemagne), située dans l'arrondissement d'Alb-Danube, dans la région Donau-Iller, dans le district de Tübingen.